# Ethylperfluoroctanoat
Ethylperfluoroctanoat ist eine chemische Verbindung aus der Gruppe der perfluorierten Carbonsäureester.

## Gewinnung und Darstellung
Ethylperfluoroctanoat kann durch Veresterung von Perfluoroctansäure mit Ethanol  in Benzol und in Gegenwart von p-Toluolsulfonsäure hergestellt werden, wobei das entstehende Wasser mit Benzol als Azeotrop abdestilliert wird (Siehe auch: Azeotrope Veresterung).

## Eigenschaften
Ethylperfluoroctanoat ist eine farblose Flüssigkeit, die praktisch unlöslich in Wasser ist.

## Verwendung
Ethylperfluoroctanoat wird zur Herstellung von Beschichtungsmitteln für Stoffe und Dispergiermittel verwendet.

## Regulierung
Die Perfluoroctansäure (PFOA), ihre Salze und PFOA-verwandte Verbindungen (Vorläuferstoffe) wurden 2019 in den Anhang A (Eliminierung) des Stockholmer Übereinkommens aufgenommen. Der Beschluss wurde durch eine Änderung der EU-POP-Verordnung in EU-Recht übernommen. In der Schweiz wurde dieser in der Chemikalien-Risikoreduktions-Verordnung umgesetzt.